# Інтуїтивний бізнес
Інтуїти́вний бі́знес — бізнес, заснований на особистих якостях і досвіді бізнесмена. Формальні правила і процедури (рутина) в такому бізнесі грали підлеглу роль. Він зосереджений переважно на екстенсивний розвиток — захоплення нових ринків, початок виробництва нових продуктів.
Притаманний для періоду становлення ринкової економіки, коли не склалися єдині правила гри, ринкове середовище нестійке і не можна знайти ні стандартних ситуацій, ні стандартних моделей ведення бізнесу. Інтуїтивне підприємництво часто зустрічається і в розвинених ринкових країнах у фірмах, які проходять етап становлення або знаходяться в кризовому стані.